# 2-デオキシグルコシダーゼ
2-デオキシグルコシダーゼ(2-deoxyglucosidase,EC 3.2.1.112)は、以下の化学反応を触媒する酵素である。
2-デオキシ-α-D-グルコシド + 水{\displaystyle \rightleftharpoons }2-デオキシ-α-D-グルコース + アルコール
従って、この酵素の基質は2-デオキシ-α-D-グルコシドと水、生成物は2-デオキシ-D-グルコースとアルコールである。
この酵素は、加水分解酵素、特にO-またはS-グリコシル化合物を加水分解するグリコシダーゼに分類される。系統名は、2-デオキシ-α-D-グルコシドデオキシグルコヒドロラーゼ(2-deoxy-alpha-D-glucoside deoxyglucohydrolase)である。